# ژرار لوزیه
ژرار لوزیه (فرانسوی: Gérard Lauzier‎; ۳۰ نوامبر ۱۹۳۲ – ۶ دسامبر ۲۰۰۸) کارگردان فیلم و نویسنده کمیک اهل فرانسه بود.